# Мітч Істер

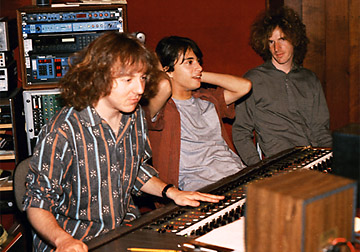
Мітч Істер (крайній зліва) продюсує Lolita Nation Game Theory. Сан-Франциско, Каліфорнія, 1986 рік.

Мітч Істер (англ. Mitch Easter; нар. 15 листопада 1954) — композитор, музикант і продюсер. Як продюсер, він, ймовірно, відомий насамперед своєю роботою з R.E.M. з 1981 до 1984 року, хоча він також працював з багатьма іншими виконавцями включаючи Ben Folds Five, Pylon, Helium, Pavement, Сюзанна Веґа, Game Theory, Маршалл Креншоу, The Connells, Velvet Crush, Кен Стрінгфеллоу (з The Posies) і Birds of Avalon.
Як музикант, Істер грав з The Sneakers в кінці 1970-х, був фронтменом Let's Active протягом 1980-х років і випустив свій перший сольний альбом в 2007 році.
Хоча комерційний успіх вислизнув від гурту, оригінальний дженгл-поп/павер-поп стиль Let's Active справив значний вплив на більш пізні гурти, такі, як вищезгадані R.E.M.

## Дискографія
- The Sneakers :
  - In The Red (1978)
  - Carnivorous #1 (1978)
  - Racket (компіляція, 1993)
- Let's Active :
  - Afoot (1983)
  - Cypress (1984, IRS)
  - Big Plans for Everybody (1986, IRS)
  - Every Dog Has Its Day (1988, IRS)